# Siphonophora barberi
Siphonophora barberi är en mångfotingart som beskrevs av Chamberlin 1922. Siphonophora barberi ingår i släktet Siphonophora och familjen Siphonophoridae. Inga underarter finns listade i Catalogue of Life.